# Operación Norte
Operación Norte (en ruso: Опера́ция «Се́вер») fue el nombre en clave dado por el Ministerio de la Seguridad del Estado de la Unión Soviética a la deportación masiva de los testigos de Jehová y sus familias a Siberia. Este evento tuvo lugar en abril de 1951, específicamente entre los días 1 y 8 de dicho mes.

## Antecedentes
Antes de la anexión de los países bálticos, Bielorrusia Occidental, Ucrania Occidental, Besarabia y Bucovina del Norte, la presencia de los testigos de Jehová en la Unión Soviética era escasa. La mayoría de sus miembros vivían en la RSS de Moldavia y la RSS de Ucrania. A medida que la religión comenzó a ganar más seguidores, surgieron tensiones con el gobierno soviético, principalmente debido a la negativa de los testigos de Jehová a unirse al ejército. Como resultado, sus enseñanzas fueron consideradas antisoviéticas. Los testigos de Jehová, al igual que otros grupos religiosos, fueron considerados elementos religiosos peligrosos por el régimen comunista. En noviembre de 1950, Víktor Abakúmov informó a Stalin de un plan para deportarlos, este último sugirió que la deportación debería ocurrir entre marzo y abril de 1951.

## Implementación
El 19 de febrero de 1951, Abakúmov entregó un aviso secreto a Stalin, en el que detallaba los planes para la deportación de los testigos de Jehová a los óblasts de Tomsk e Irkutsk. Detalla, en particular, que entre 1947 y 1950; 1048 líderes y activistas de los testigos de Jehová fueron arrestados, se descubrieron 5 imprentas clandestinas y se confiscaron grandes cantidades de material impreso. A los deportados se les permitió llevarse un máximo de 150 kilogramos de bienes, embalados en dos horas; los bienes restantes debían ser confiscados «para cubrir las obligaciones de los deportados ante el estado». El aviso de Abakúmov enumeró los siguientes números planificados de deportados:
- Número total: 8576 personas (3048 familias), que incluían:
  - RSS de Ucrania — 6140 personas (2020 familias);
  - RSS de Bielorrusia — 394 personas (153 familias);
  - RSS de Moldavia — 1675 personas (670 familias);
  - RSS de Letonia — 52 personas (27 familias);
  - RSS de Lituania — 76 personas (48 familias);
  - RSS de Estonia — 250 personas (130 familias).

El 3 de marzo de 1951, el Consejo de Ministros de la URSS emitió el decreto correspondiente (n.º 667-339ss), seguido de una orden del Ministerio de Seguridad del Estado (no. 00193) del 5 de marzo de 1951. El 24 de marzo, el Consejo de Ministros de la RSS de Moldavia emitió el decreto sobre la confiscación y venta de los bienes de los deportados. La Operación Norte comenzó a las 4 a. m. del 1 de abril de 1951 y las redadas terminaron el 2 de abril. Los deportados fueron clasificados como «colonos especiales». De la RSS de Moldavia, hubo 2617 personas (723 familias) deportadas en la noche del 31 de marzo al 1 de abril de 1951. En total, 9973 personas fueron deportadas de todo el país.

## Amnistía y exculpación
El 30 de septiembre de 1965, un decreto (n.º 4020-1U) del Presidium del Consejo de Ministros de la URSS canceló la restricción de «asentamiento especial» para miembros de los cuatro grupos religiosos deportados y sus familiares. Sin embargo, este decreto firmado por Anastás Mikoyán establecía que no habría compensación por los bienes confiscados y que el regreso a sus lugares de residencia anteriores estaba sujeto a la aprobación de las administraciones locales. Aunque liberados, los testigos de Jehová siguieron siendo objeto de persecución legal debido a su ideología clasificada como antisoviética. La organización se legalizó en la Unión Soviética en 1991 y Rusia volvió a prohibirla en 2017. Los testigos de Jehová deportados y condenados (y otros convictos relacionados con la religión) fueron rehabilitados como víctimas de las represiones políticas soviéticas por el ucase n.º 378 del Presidente de la Federación de Rusia del 3 de marzo de 1996, «Sobre las medidas para la rehabilitación de los sacerdotes y creyentes que fueron víctimas de represiones injustificadas» (О мерах по реабилитации священнослужителей и верующих, ставших жертвами необоснованных репрессий).

## Deportados destacados
- La familia de Zinaida Greceanîi, ex primera ministra de Moldavia